# قزل قلعه (خنداب)
قزل قلعه روستایی در دهستان خنداب بخش مرکزی شهرستان خنداب استان مرکزی ایران است.

## جمعیت
بر پایه سرشماری عمومی نفوس و مسکن در سال ۱۳۹۵ جمعیت این روستا ۱۰۳ نفر (۳۰خانوار) بوده‌است.